# MÁV
Căile Ferate de Stat Maghiare (în maghiară: Magyar Államvasutak, pronunțat [ˈmɒɟɒr ˈaːlːɒɱvɒʃutɒk], oficial MÁV Magyar Államvasutak Zártkörűen Működően Részvénytársaság denumirea oficială a companiei este MÁV-csoport (MÁV Grup) cunoscută în prezent sub numele de MÁV) compania națională de căi ferate a Ungariei și MÁV Pályaműködtetési Zrt. administratorul infrastructurii feroviare, MÁV Személyszállítási Zrt. filiala sa. (transport de pasageri) și „Pasageri” (catering la bord, Pasagerii este o direcție independentă a MÁV Személyszállítási  Zrt.).

## Istorie
Prima cale ferată a fost deschisă pe 15 iulie, 1846, între Pesta și Vác. Această dată este considerată ca fiind începutul căilor ferate maghiare. Poetul maghiar Sándor Petőfi, care a fost pasager la prima călătorie pe această rută, a scris un poem despre ocazie, prognozând că liniile ferate vor conecta Ungaria precum vasele de sânge din organism.

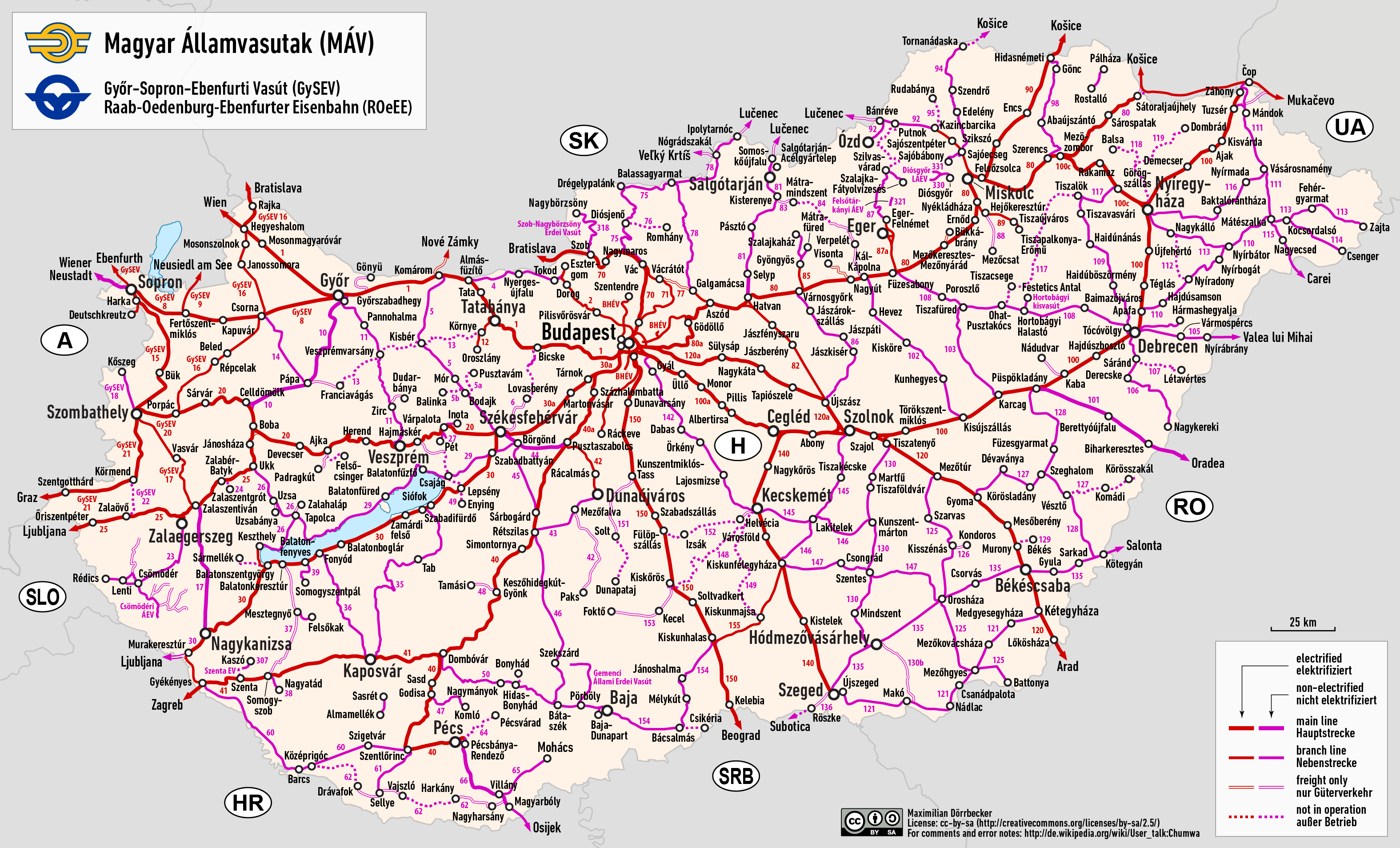
Rețeaua feroviară a Ungariei

După Revoluția Ungară din 1848 liniile existente au fost naționalizate de către statul austriac iar noi linii au fost construite. Ca rezultat al războiului austro-sardinian de la sfârșitul anilor 1850 aceste linii au fost vândute către companii private austriece.  
După Ausgleich-ul din 1867 care a creat Austro-Ungaria, problemele legate de transport au revenit Guvernului Maghiar. De asemenea, a primit și sarcina de a sprijini companiile feroviare locale. În 1874, 8 % din bugetul anual a fost investit pentru companiile feroviare. Aceasta a făcut Parlamentul să hotărască înființarea unei companii naționale de căi ferate în 1868.

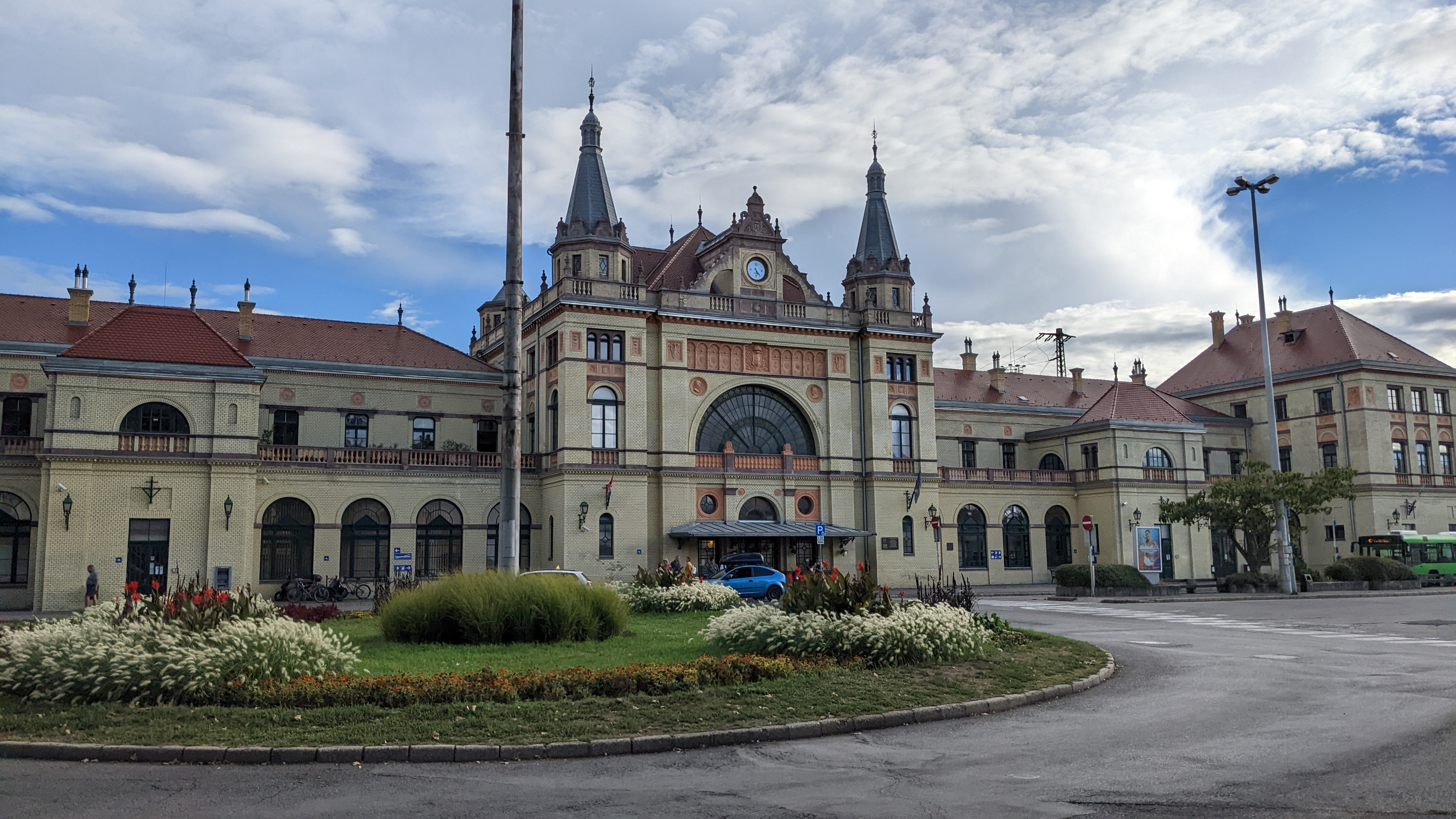
Gara din Pécs

Obiectivul era să preia controlul magistralelor ungare. Liniile secundare au fost construite de companii private. Când legea din 1884 a oferit o modalitate mai simplă de a fonda companii feroviare, multe companii mici au fost fondate. Totuși, acestea doar construiau liniile ferate pe care le ofereau ulterior MÁV pentru folosință. Astfel, ei nu dețineau locomotive sau material rulant. MÁV încheia contractele doar dacă liniile, echipamentul și clădirile erau construite conform standardelor MÁV. 
Datorită tarifelor destul de mari, densitatea transporturilor în Ungaria era mai redusă decât în alte țări. Pentru a schimba asta, ministrul transporturilor și comunicațiilor, Gábor Baross, a introdus sistemul de tarif zonal în 1889. Acest sistem a avut ca rezultat reducerea tarifelor pentru transportul de pasageri și marfuri dar a dus și la creșterea traficului de călători și mărfuri, deci la creșterea profitului.

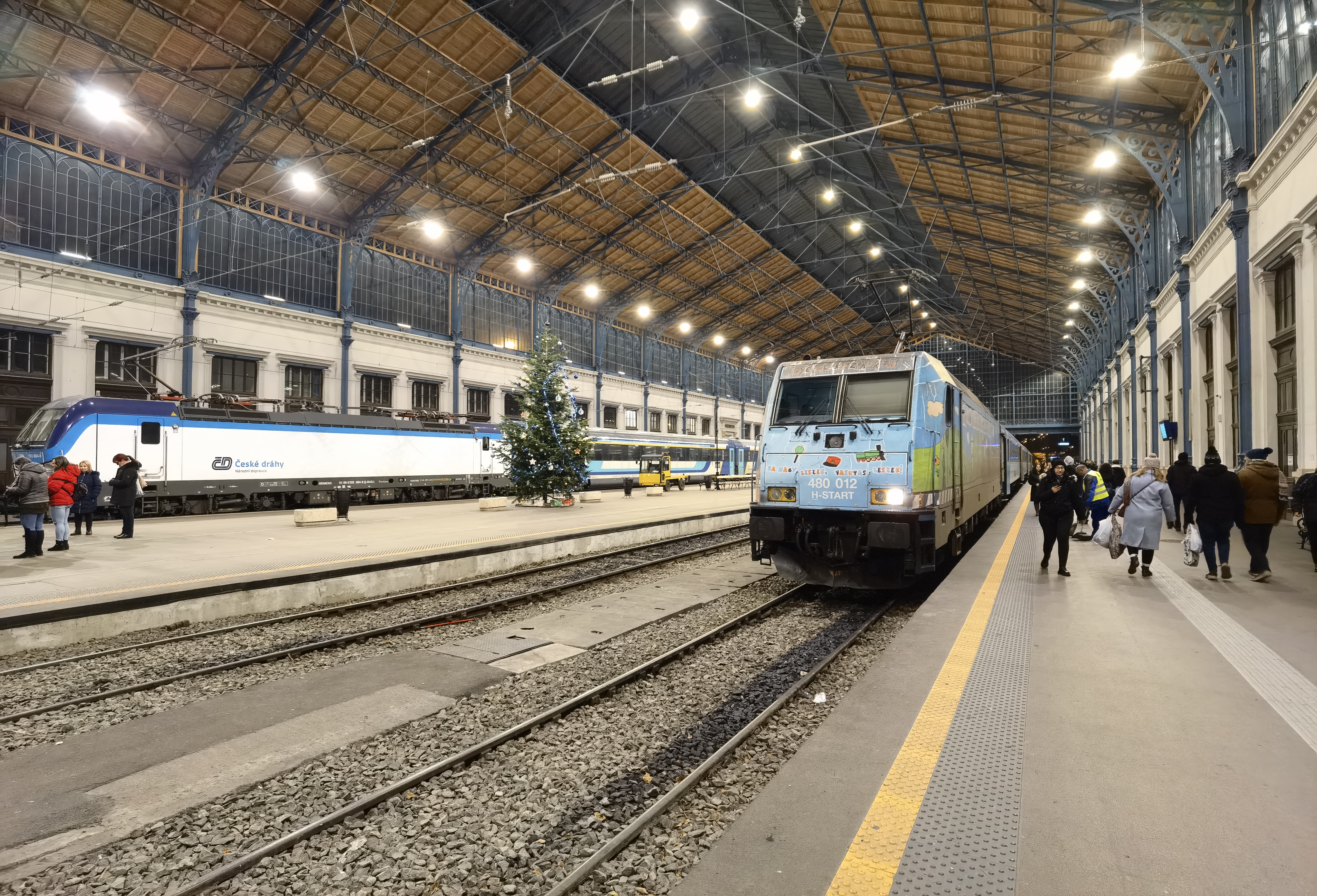
Gara de Vest din Budapesta

În 1890 majoritatea companiilor feroviare private mari au fost naționalizate drept consecință pentru conducerea slabă a acestora exceptând Kaschau-Oderberg Railway, Austrian-Hungarian Southern Railway și Imperial Royal Privileged Austrian State Railway Company (toate deținute de Austro-Ungaria). În timp ce primele două au acceptat să adere la sistemul de tarife zonale și au avut succes până la sfârșitul Primului Război Mondial, după căderea Austro-Ungariei, Imperial Royal Privileged Austrian State Railway Company a fost cumpărat de către MÁV direct de la deținătorii francezi și au devenit linii MÁV.
In primul deceniu al secolului XX, MÁV a devenit una dintre cele mai mari companii feroviare din Europa, atât ca lungime a rețelei cât și datorită situației financiare. În 1911 un nou sistem de numerotare al locomotivelor a fost introdus și a fost folosit până la începutul secolului XXI și este încă folosit pentru locomotivele mai vechi.
La sfârșitul Primului Razboi Mondial și după Tratatul de la Trianon, care au redus suprafata Ungariei cu 72%, rețeaua feroviară s-a redus de la aprox. 22.000 km la 8141 km. Numărul vagoanelor de marfă era de 102.000 la sfârșitul Primului Război Mondial, după 1921 27.000 au rămas în Ungaria din care 13.000 în stare operabilă. Numărul total de locomotive era de 4982 în 1919 iar după tratatul de pace 1666 au rămas în Ungaria.

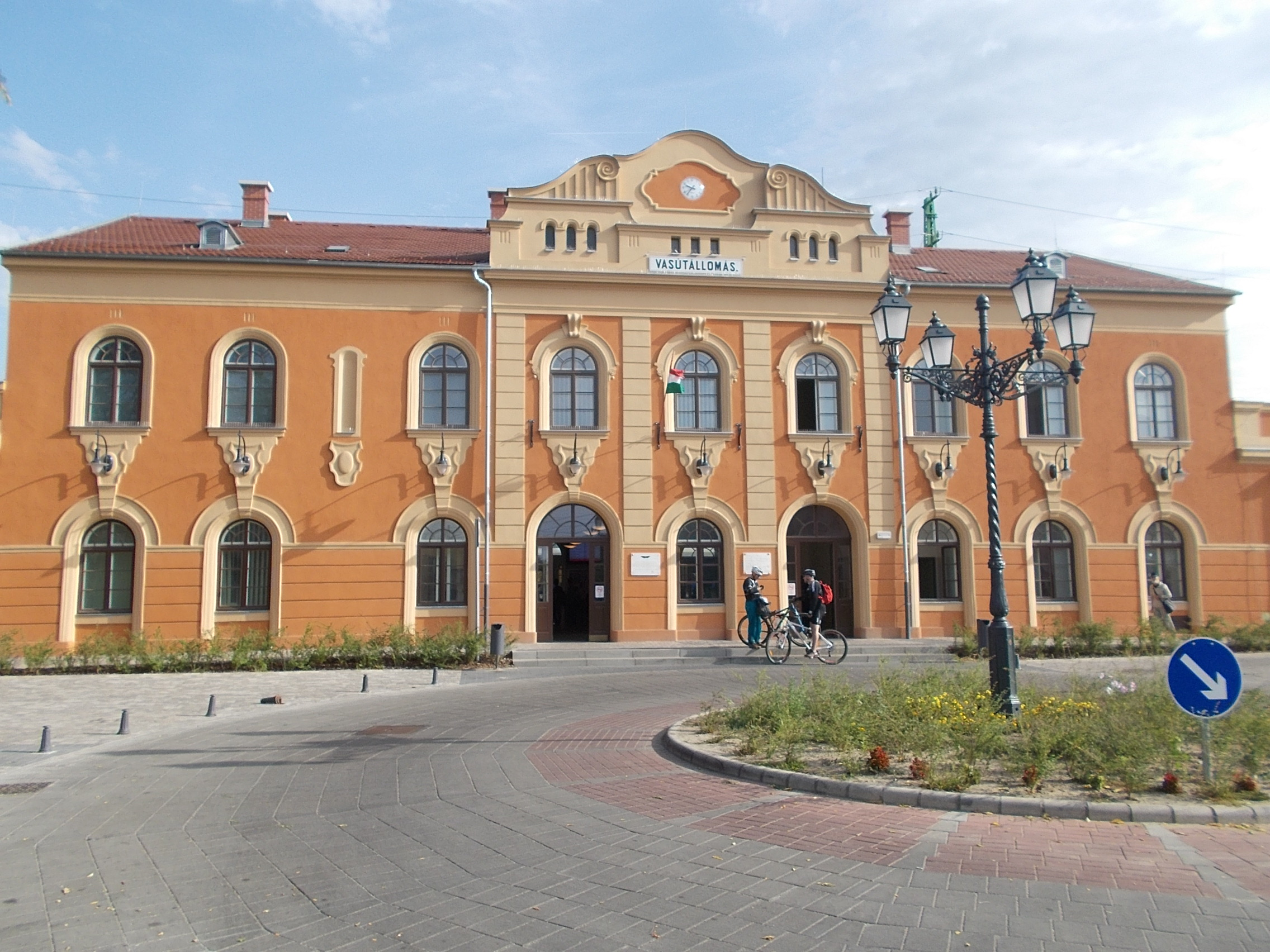
Gara din Vác

Între cele două războaie mondiale, dezvoltarea s-a axat pe liniile deja existente și pe dublarea magistralelor principale. Un proces de electrificare a început bazat pe sistemul lui Kálmán Kandó și pe noua sa locomotivă Clasa V40. Multe trenuri de marfă și de călători de pe liniile principale au fost tractate de locomotivele cu aburi Clasa 424, care a devenit locomotiva de bază din ultima etapă din perioada cu aburi a MÁV. Începând cu 1928 au început să fie cumpărate automotoare diesel iar în jurul anului 1935 pe 57 % din liniile secundare rulau aceste automotoare. Restul rețelei pentru călători a MÁV au rămas bazate pe locomotive cu aburi cu locomotive de dinaintea Primului Război Mondial și pe vagoane clasa a treia cu bănci de lemn.
La începutul anilor 1930 aproape toate companiile operatoare pe liniile secundare au intrat în faliment datorită Marii Crize Economice. MÁV a preluat liniile secundare și a continuat să le opereze. În acest fel, MÁV a rămas singurul operator feroviar important din Ungaria.
La sfârșitul celui de-al Doilea Război Mondial, sistemul feroviar al Ungariei a suferit distrugeri semnificative. Mai mult de jumătate din liniile principale și 25 % din liniile secundare nu puteau fi folosite. 85 % din poduri erau distruse, 28 % din clădiri erau în ruină și încă 32 % din ele nu puteau fi folosite. Materialul rulant era fie distrus fie distribuit în multe alte state europene. Doar 213, 120 de automotoare, 150 de vagoane de pasageri și 1900 de vagoane de marfă puteau fi folosite. Acestea au fost luate "ca trofeu" de către armata sovietică.
Liniile, clădirile și echipamentele au fost reparate printr-un efort enorm într-un timp scurt. Până în 1948 majoritatea sistemului feorviar putea fi folosit iar câteva poduri mai mari aveau nevoie de un timp mai indelungat pentru a fi reconstruite. Prima linie electrificată putea fi folosită încă din octombrie 1945. Armata sovietică a vândut înapoi materialul rulant confiscat iar locomotivele s-au întors din Austria și Germania. Pentru a accelera reconstrucția, MÁV a cumpărat 510 locomotive Clasa USATC S160 care au devenit MAV 411.
În epoca stalinistă din anii 1950, Partidul Muncitoresc din Ungaria a ordonat o industrializare accelerată iar căile ferate au fost considerate elementul cheie al acestui proces. Trenurile supraîncărcate erau trase de locomotive slab întreținute pe linii de proastă calitate. Au fost elaborate planuri cincinale nerealiste iar neîndeplinirea acestor planuri erau considerate acte de sabotaj. După accidente, lucrătorii feroviari erau supuși la procese publice iar uneori chiar condamnați la moarte.
În timpul Revoluției ungare din 1956 căile ferate nu au fost avariate serios. După contracararea revoluției a fost reintrodus sistemul planului cincinal dar cu obiective mai mici.
```

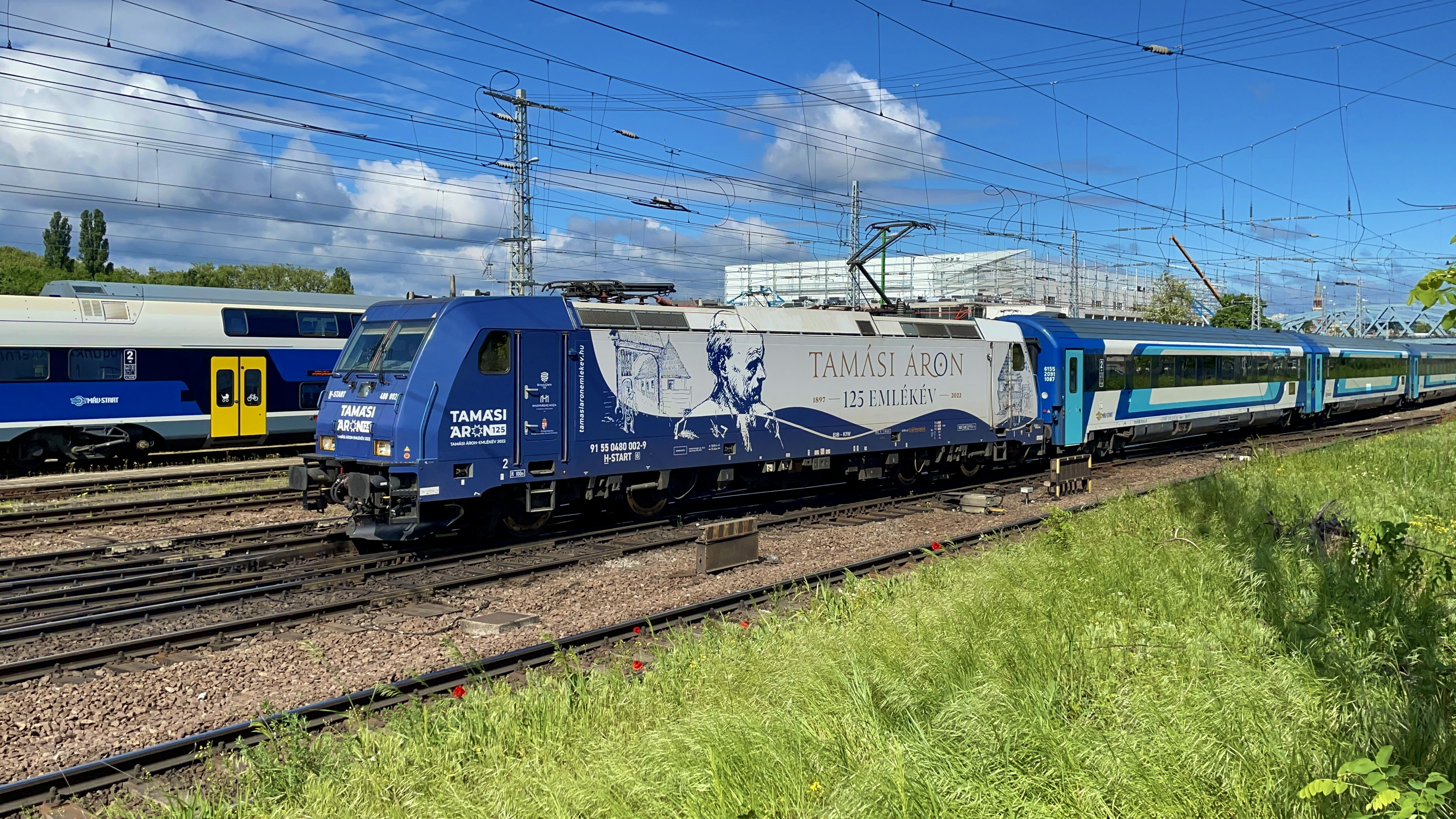
Locomotivă 480 cu trenul international Liszt Ferenc, pe relația Budapesta–Viena

În 1958 construcția de locomotive cu aburi a fost oprită în Ungaria. 
```

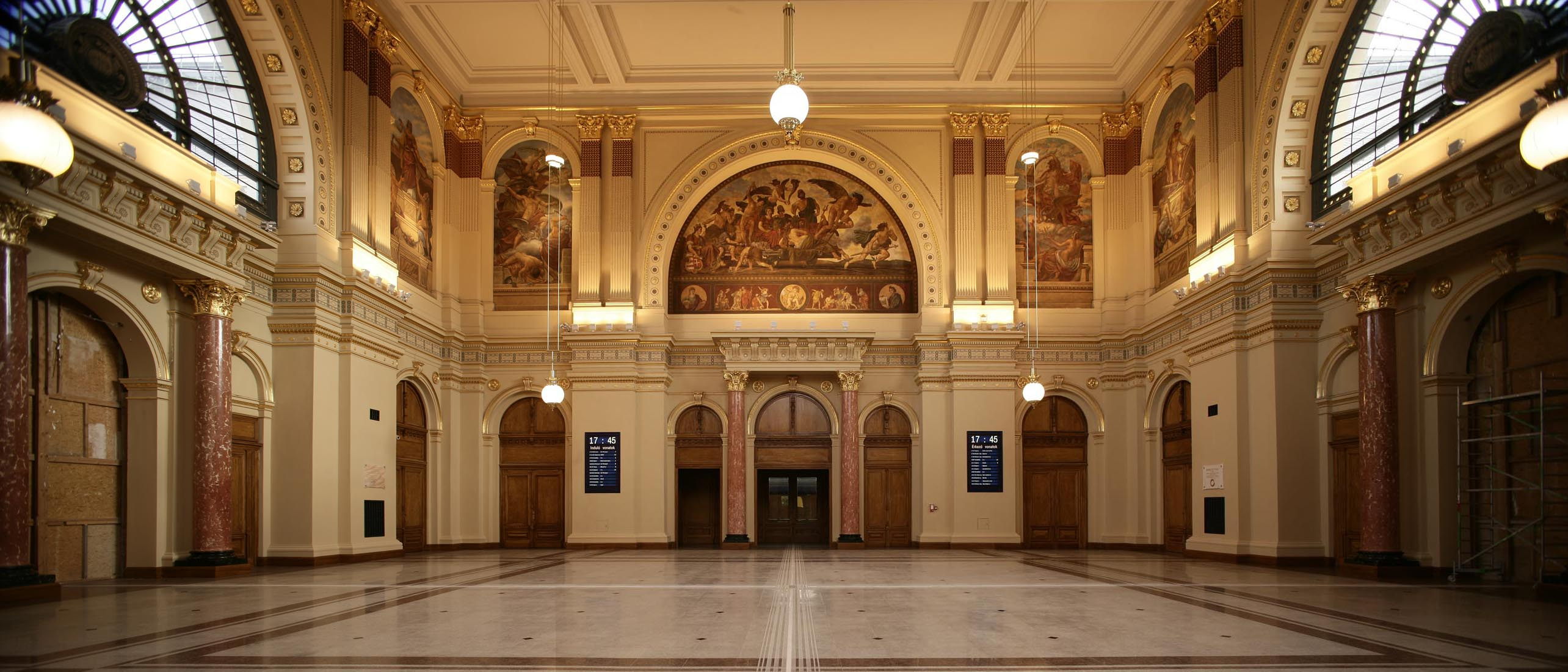
Gara Keleti-Budapesta

Până în ziua de astăzi, 120 km/h (uneori 160 km/h) a rămas viteza maximă pe căile ferate din Ungaria, dar fondurile UE ar putea fi disponibile pentru îmbunătățirea rețelei, mai ales a liniilor care fac parte din coridorul pan-european (deoarece Ungaria este localizată în Europa Centrală, multe linii feroviare importante trec prin țară). Începand cu anii 1990 compania MÁV deținută de stat a abandonat treptat majoritatea liniilor rurale. Totuși, calitatea serviciilor de pasageri s-a deteriorat considerabil deoarece după trecerea Ungariei la capitalism, MÁV a acordat mai multă atenție transportului de marfă iar puțini oameni au acces la serviciul InterCity datorită topografiei inegale a rețelei feroviare ungare. 
Deoarece politica Ungariei de dupa 2000 s-a axat pe construcția de autostrăzi, sunt puține șanse pentru o investiție semnificativă în infrastructura feroviară pe termen scurt.
În ianuarie 2008, guvernul ungar a vândut divizia MÁV Cargo pentru suma de 685,6 milioane euro unui grup alcatuit din Rail Cargo Austria și GySEV.

## Statistici
- Lungimea rețelei feroviare: 6979.84 km
  - Ecartament standard: 7.394 km
  - Ecartament larg: 39 km
  - Ecartament îngust: 176 km